# Metacrilato de n-butila
Metacrilato de n-butila ou simplesmente metacrilato de butila, abreviado na literatura seguidamente como BMA (do inglês n-butyl methacrylate), é um composto orgânico, o éster butílico (ou seja, derivado do álcool n-butanol) do ácido 2-metilpropenoico, ou ácido metacrílico, com a fórmula C8H14O2. É um incolor líquido com um odor característico, que é pouco solúvel em água.

## Aplicações
O metacrilato de n-butila é um reagente de alquilação que é usado para para aumentar a imunidade contra tumores. Outra aplicação é a utilização do composto como um monômero no fabrico de poliacrilatos especiais.

## Segurança e Toxicologia
A substância pode polimerizar devido ao aquecimento sob a influência de água ou oxidantes, incidência de luz, com o fogo, como em incêndios, com perigo de explosão. 
O metacrilato de n-butila é irritante para os olhos , a pele e o trato respiratório.